# Soricomys
Soricomys es un género de roedores miomorfos de la familia Muridae. Son endémicos de Luzón (Filipinas).

## Especies
Se reconocen las siguientes:
- Soricomys kalinga
- Soricomys leonardocoi
- Soricomys montanus
- Soricomys musseri